# Lista de prémios e nomeações recebidos por Alicia Keys
Nota: Este anexo pretende listar os prémios e nomeações da cantora Alicia Keys e pode não estar completa.
A lista de Prémios e Nomeações de Alicia Keys iniciou logo com o seu primeiro álbum, Songs in A Minor, com o qual a artista ganhou 5 Grammys. Desde aí, foi nomeada para centenas de prémios, tendo arrecadado muitos deles. Até 2013, Alicia Keys venceu 15 Grammy Awards, 13 NAACP Image Awards e mais de 20 nomeações para os mesmos, 3 World Music Awards, 3 MTV Europe Music Awards, entre muitos outros.

## American Music Awards
Os American Music Awards são um prémio anual criado por Dick Clark em 1973.
| Ano  | Nomeação                 | Categoria                        | Resultado |
| ---- | ------------------------ | -------------------------------- | --------- |
| 2002 | Alicia Keys              | Favorite Female Artist, Pop/Rock | Indicado  |
| 2002 | Alicia Keys              | Favorite New Artist, Pop/Rock    | Venceu    |
| 2002 | Alicia Keys              | Favorite Female Artist, Soul/R&B | Indicado  |
| 2002 | Songs in A Minor         | Favorite Album, Soul/R&B         | Indicado  |
| 2002 | Alicia Keys              | Favorite New Artist, Soul/R&B    | Venceu    |
| 2004 | Alicia Keys              | Favorite Female Soul/R&B Artist  | Venceu    |
| 2004 | The Diary of Alicia Keys | Favorite Soul/R&B Album          | Indicado  |
| 2008 | Alicia Keys              | Favorite Female Artist, Pop/Rock | Indicado  |
| 2008 | As I Am                  | Best Album, Pop/Rock             | Venceu    |
| 2008 | Alicia Keys              | Favorite Female Artist, Soul/R&B | Indicado  |
| 2008 | As I Am                  | Best Album, Soul/R&B             | Venceu    |
| 2008 | Alicia Keys              | Artist of the Year               | Indicado  |
| 2010 | Alicia Keys              | Favorite Female Artist, Soul/R&B | Indicado  |
| 2010 | The Element of Freedom   | Best Album, Soul/R&B             | Indicado  |

## Billboard Music Awards
Os Billboard Music Awards são os prémios da revista Billboard e são entregues anualmente em Dezembro. Os prémios são baseados nas informações do Nielsen SoundScan e o Nielsen Broadcast Data Systems.
| 2001 | Alicia Keys                | Female Artist of the Year                 | Venceu   |
| 2001 | Alicia Keys                | Female New Artist of the Year             | Venceu   |
| 2001 | Alicia Keys                | Female Albums Artist of the Year          | Indicado |
| 2001 | "Fallin'"                  | Hot 100 Single of the Year                | Indicado |
| 2001 | Alicia Keys                | Female Hot 100 Singles Artist of the Year | Indicado |
| 2001 | Alicia Keys                | Female R&B/Hip-Hop Artist of the Year     | Indicado |
| 2001 | Alicia Keys                | New R&B/Hip-Hop Artist of the Year        | Venceu   |
| 2001 | Songs in A Minor           | R&B/Hip-Hop Album of the Year             | Indicado |
| 2004 | Alicia Keys                | Female Artist of the Year                 | Venceu   |
| 2004 | Alicia Keys                | Hot 100 Songwriter of the Year            | Venceu   |
| 2004 | Alicia Keys                | Female Hot 100 Artist of the Year         | Venceu   |
| 2004 | "If I Ain't Got You"       | R&B/Hip-Hop Single of the Year            | Venceu   |
| 2004 | "If I Ain't Got You"       | R&B/Hip-Hop Airplay Single of the Year    | Venceu   |
| 2004 | Alicia Keys                | Female R&B/Hip-Hop Artist of the Year     | Venceu   |
| 2004 | Alicia Keys                | R&B/Hip-Hop Singles Artist of the Year    | Venceu   |
| 2011 | Alicia Keys                | Top R&B Artist                            | Indicado |
| 2011 | "Un-thinkable (I'm Ready)" | Top R&B Song                              | Indicado |

## Grammy Awards
O Grammy Award é o prémio de maior prestígio da indústria musical internacional, atribuído anualmente pela National Academy of Recording Arts and Sciences, dos Estados Unidos da América e realizado desde 1958. Alicia Keys ganhou, no total, 15 Grammys.
| Ano  | Nomeação                           | Categoria                                                | Resultado |
| ---- | ---------------------------------- | -------------------------------------------------------- | --------- |
| 2002 | Alicia Keys                        | Melhor Artista Revelação                                 | Venceu    |
| 2002 | "Fallin'"                          | Gravação do Ano                                          | Indicado  |
| 2002 | "Fallin'"                          | Canção do Ano                                            | Venceu    |
| 2002 | "Fallin'"                          | Melhor Performance Vocal Feminina de R&B                 | Venceu    |
| 2002 | "Fallin'"                          | Melhor Canção de R&B                                     | Venceu    |
| 2002 | Songs in A Minor                   | Melhor Álbum de R&B                                      | Venceu    |
| 2005 | The Diary of Alicia Keys           | Álbum do Ano                                             | Indicado  |
| 2005 | The Diary of Alicia Keys           | Melhor Álbum de R&B                                      | Venceu    |
| 2005 | "If I Ain't Got You"               | Canção do Ano                                            | Indicado  |
| 2005 | "If I Ain't Got You"               | Melhor Performance Vocal Feminina de R&B                 | Venceu    |
| 2005 | "Diary"                            | Melhor Performance de R&B por um Duo ou Grupo com Vocais | Indicado  |
| 2005 | "My Boo"                           | Melhor Performance de R&B por um Duo ou Grupo com Vocais | Venceu    |
| 2005 | "My Boo"                           | Melhor Canção de R&B                                     | Indicado  |
| 2005 | "You Don't Know My Name"           | Melhor Canção de R&B                                     | Venceu    |
| 2006 | Unplugged                          | Melhor Álbum de R&B                                      | Indicado  |
| 2006 | "Unbreakable"                      | Melhor Performance Vocal Feminina de R&B                 | Indicado  |
| 2006 | "Unbreakable"                      | Melhor Canção de R&B                                     | Indicado  |
| 2006 | "If This World Were Mine"          | Melhor Performance de R&B por um Duo ou Grupo com Vocais | Indicado  |
| 2006 | "If I Was Your Woman"              | Melhor Performance Vocal Tradicional de R&B              | Indicado  |
| 2008 | "No One"                           | Melhor Performance Vocal Feminina de R&B                 | Venceu    |
| 2008 | "No One"                           | Melhor Canção de R&B                                     | Venceu    |
| 2009 | "Superwoman"                       | Melhor Performance Vocal Feminina de R&B                 | Venceu    |
| 2009 | "Lesson Learned"                   | Melhor Colaboração Pop com Vocais                        | Indicado  |
| 2009 | "Another Way to Die"               | Melhor Curta de Videoclipe                               | Indicado  |
| 2011 | "Empire State of Mind" (com Jay-Z) | Álbum do Ano                                             | Indicado  |
| 2011 | "Empire State of Mind" (com Jay-Z) | Melhor Colaboração Rap/Sung                              | Venceu    |
| 2011 | "Empire State of Mind" (com Jay-Z) | Melhor Canção Rap                                        | Venceu    |
| 2013 | "Girl On Fire"                     | Melhor Álbum R&B                                         | Venceu    |

## Recording Industry Association Of America (RIAA) Sales Awards

### Gold Awards (500.000 cópias)
Álbuns
- 2001: "Songs in A Minor" (álbum)
- 2004: "The Diary of Alicia Keys" (álbum)
- 2005: "Unplugged" (Video longform)
- 2006: "Unplugged" (álbum)
- 2007: "As I Am" (álbum)
- 2009: "The Element of Freedom" (álbum)

Singles
- 2004: "My Boo" (single)
- 2005: "Karma" (single)
- 2004: "If I Ain't Got You" (single)
- 2006: "Fallin'" (single)
- 2008: "No One" (single)
- 2008: "Like You'll Never See Me Again" (single)
- 2009: "Empire State of Mind"(Single)

### Platinum Awards (1.000.000 cópias)
Álbuns
- 2001: "Songs in A Minor" (álbum)
- 2004: "The Diary of Alicia Keys" áalbum)
- 2007: "As I Am" (álbum)
- 2008: "Unplugged" (álbum)
- 2010: "The Element of Freedom" (álbum)

Singles
- 2004: "My Boo" (single)
- 2008: "No One" (single)
- 2008: "Like You'll Never See Me Again" (single)
- 2009: "Empire State of Mind"(Single)

### Multi-Platinum Awards (2 milhões ou mais)
Álbuns
- 2001: "Songs in A Minor" (álbum) 2x Platina  (2 milhões)
- 2001: "Songs in A Minor" (álbum) 3x Platina  (3 milhões)
- 2001: "Songs in A Minor" (álbum) 4x Platina  (4 milhões)
- 2002: "Songs in A Minor" (álbum) 5x Platina  (5 milhões)
- 2003: "Songs in A Minor" (álbum) 6x Platina  (6 milhões)
- 2004: "The Diary of Alicia Keys" (álbum) 2x Platina  (2 milhões)
- 2004: "The Diary of Alicia Keys" (álbum) 3x Platina  (3 milhões)
- 2005: "The Diary of Alicia Keys" (álbum) 4x Platina  (4 milhões)
- 2007: "As I Am" (álbum) 2x Platina  (2 milhões)
- 2008: "As I Am" (álbum) 3x Platina  (3 milhões)

Singles
- 2008: "No One" (single)  2x Platina (2 milhões)
- 2009: "No One" (single)  3x Platina  (3 milhões)
- 2010: "Empire State of Mind" (Single) 2x Platina  (2 milhões)
- 2010: "Empire State of Mind" (Single) 3x Platina  (3 milhões)